# 2052 Тамріко
2052 Тамріко (2052 Tamriko) — астероїд головного поясу, відкритий 24 жовтня 1976 року.
Тіссеранів параметр щодо Юпітера — 3,224.